# NGC 4368
NGC 4368 este o galaxie situată în constelația . A fost descoperită în  de către William Herschel.